# 1976年モントリオールオリンピックのプエルトリコ選手団
1976年モントリオールオリンピックのプエルトリコ選手団（1976ねんモントリオールオリンピックのプエルトリコせんしゅだん）は、1976年にモントリオールで開催されたオリンピックのプエルトリコ選手団。

## メダル
| メダル | 選手名           | 競技       | 種目               |
| ------ | ---------------- | ---------- | ------------------ |
| 銅     | Orlando Montalvo | ボクシング | 男子ライトフライ級 |